# Mercury Monterey
O Monterey é um sedã de grande porte, baseado no Mercury Eight de 1950 e que foi lançado em 1952 pela Mercury. Teve sete gerações.